# Championnat des Pays-Bas masculin de volley-ball
 (août 2018).
Si vous disposez d'ouvrages ou d'articles de référence ou si vous connaissez des sites web de qualité traitant du thème abordé ici, merci de compléter l'article en donnant les références utiles à sa vérifiabilité et en les liant à la section « Notes et références ».
Le Championnat des Pays-Bas masculin de volley-ball est une compétition annuelle regroupant les meilleurs clubs professionnels de volley-ball masculin aux Pays-Bas.

## Participants (2023-2024)
| Club               | Ville      | Stade (capacité)            | Titres |
| ------------------ | ---------- | --------------------------- | ------ |
| Dynamo Apeldoorn   | Apeldoorn  | Omnisport Apeldoorn (2 000) | 15     |
| Orion Doetinchem   | Doetinchem | Rozengaarde (?)             | 2      |
| Lycurgus Groningue | Groningue  | Alfa Sportcentrum (1 200)   | 3      |
| Limax Linne        | Linne      | Sporthal Roerparel (?)      | 0      |
| SSS Barneveld      | Barneveld  | De Meerwaarde (2 000)       | 0      |
| Sliedrecht Sport   | Sliedrecht | Sporthal De Basis (1 200)   | 0      |
| VoCASA Nimègue     | Nimègue    | Sporthal VoCASA (?)         | 0      |
| VV Huizen          | Huizen     | Prima Donna Kaas Arena (?)  | 0      |
| ZVH Zevenhuizen    | Zuidplas   | Dorpshuis Swanla (?)        | 8      |
| TT Papendal-Arnhem | Arnhem     | Gelredome (?)               | 0      |

## Palmarès
| - 1948 : AMVJ Amstelveen - 1949 : RVC Rotterdam - 1950 : RVC Rotterdam - 1951 : RVC Rotterdam - 1952 : RVC Rotterdam - 1953 : RVC Rotterdam - 1954 : RVC Rotterdam - 1955 : RVC Rotterdam - 1956 : RVC Rotterdam - 1957 : RVC Rotterdam - 1958 : RVC Rotterdam - 1959 : DES Voorburg - 1960 : REVA Gorredijk - 1961 : DES Voorburg - 1962 : REVA Gorredijk - 1963 : AMVJ Amstelveen - 1964 : DES Voorburg - 1965 : Blokkeer - 1966 : Blokkeer - 1967 : Blokkeer | - 1968 : Blokkeer - 1969 : AMVJ Amstelveen - 1970 : AMVJ Amstelveen - 1971 : AMVJ Amstelveen - 1972 : AMVJ Amstelveen - 1973 : AMVJ Amstelveen - 1974 : Blokkeer - 1975 : SV Gaggenau - 1976 : Starlift Voorburg - 1977 : Starlift Voorburg - 1978 : Starlift Voorburg - 1979 : Starlift Voorburg - 1980 : AMVJ Amstelveen - 1981 : VVC Vught - 1982 : Starlift Voorburg - 1983 : Starlift Voorburg - 1984 : Martinus Amstelveen - 1985 : Martinus Amstelveen - 1986 : Martinus Amstelveen - 1987 : Martinus Amstelveen | - 1988 : Martinus Amstelveen - 1989 : AMVJ Amstelveen - 1990 : ZVH Zevenhuizen - 1991 : Piet Zoomers Apeldoorn - 1992 : ZVH Zevenhuizen - 1993 : Piet Zoomers Apeldoorn - 1994 : Piet Zoomers Apeldoorn - 1995 : Piet Zoomers Apeldoorn - 1996 : Piet Zoomers Apeldoorn - 1997 : Piet Zoomers Apeldoorn - 1998 : Ortec Nesselande Rotterdam - 1999 : Piet Zoomers Apeldoorn - 2000 : Vrevok Nieuwegein - 2001 : Piet Zoomers Apeldoorn - 2002 : AMVJ Amstelveen - 2003 : Piet Zoomers Apeldoorn - 2004 : Ortec Nesselande Rotterdam - 2005 : Ortec Nesselande Rotterdam - 2006 : Ortec Nesselande Rotterdam - 2007 : Piet Zoomers Apeldoorn | - 2008 : Piet Zoomers Apeldoorn - 2009 : VC Nesselande Rotterdam - 2010 : Dynamo Apeldoorn - 2011 : VC Rivium Rotterdam - 2012 : Langhenkel Orion - 2013 : Landstede Volleybal - 2014 : Landstede Volleybal - 2015 : Landstede Volleybal - 2016 : Abiant Lycurgus Groningen - 2017 : Abiant Lycurgus Groningen - 2018 : Abiant Lycurgus Groningen - 2019 : Achterhoek Orion - 2020 : Non attribué - 2021 : Dynamo Apeldoorn - 2022 : Dynamo Apeldoorn - 2023 : Dynamo Apeldoorn - 2024 : Orion Doetinchem |